# 濯桑乡
濯桑乡，是中华人民共和国四川省甘孜藏族自治州理塘县下辖的一个乡镇级行政单位。

## 行政区划
濯桑乡下辖以下地区：
康呷村、下汝村、上汝村、汉戈村、业务村、义久村、察卡村、若拉村、古君村和格下村。